# Museo de Arte de San Luis
El Museo de Arte de San Luis (en inglés: Saint Louis Art Museum) está considerado como uno de los principales museos de arte de los Estados Unidos y recibe visitas de hasta medio millón de personas al año. La entrada es gratuita.
Ubicado en el extenso parque Forest Park de San Luis, el estado de Misuri (Estados Unidos), el Museo de tres plantas fue originalmente construido como el Palacio de Bellas Artes para la Exposición Universal de 1904, también conocida como la Louisiana Purchase Exposition. El diseño, obra del arquitecto Cass Gilbert, fue inspirado por las Termas de Caracalla en Roma.
Además de la colección permanente, el museo ofrece exposiciones temporales. Entre ellas hay exposiciones de artistas contemporáneos, así como de textiles, el nuevo arte mediático, y obras sobre papel.

## Historia

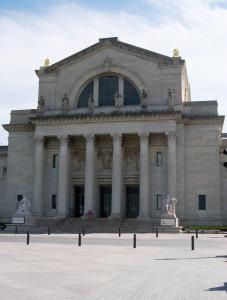
Entrada principal del Museo

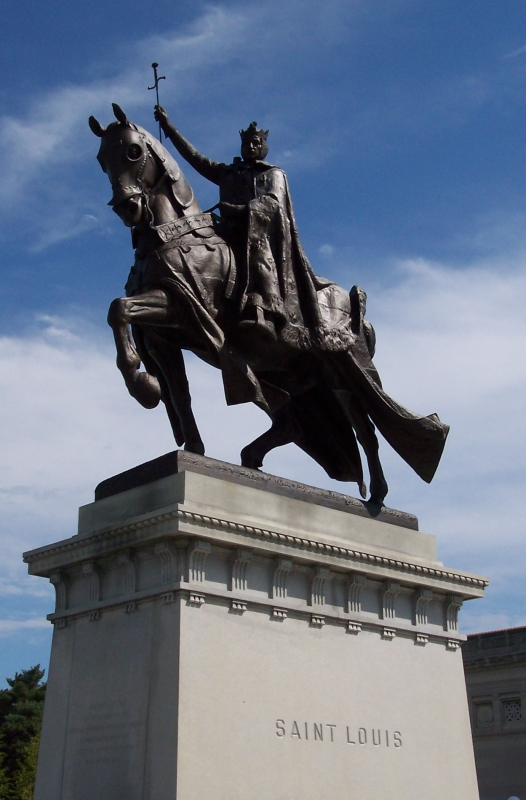
Esta estatua, La Apoteosis de San Luis, obra de Charles H. Neihaus fue el símbolo original de la ciudad.

El museo de arte de San Luis comenzó en 1881 como Escuela y Museo de Bellas Artes de San Luis (Saint Louis School and Museum of Fine Arts), una entidad independiente dentro de la Universidad Washington en San Luis. El edificio original del museo estaba ubicado en el centro de San Luis. El museo se trasladó a su actual sede, en Forest Park después de la Exposición Universal de 1904. Después de separarse formalmente de la Universidad Washington en 1909, el museo fue rebautizado oficialmente con el nombre de City Art Museum of Saint Louis (Museo de Arte de la Ciudad de San Luis), y un consejo organizador asumiría el control en 1912.
Durante los años 1950, se añadió un auditorio al edificio principal, creando un local para películas, conciertos y conferencias. En 1971, debido a dificultades financieras se crearon el Parque Zoológico Metropolitano y el Distrito del Museo, proporcionando una financiación estable doblando la tasa de impuestos que Halsey Cooley Ives, el primer director del museo, había dispuesto en 1908. Los impuestos incluían ahora al condado, lo que provocó el cambio de nombre a Museo de Arte de San Luis.
Los fondos de las asociaciones públicas e individuales han permitido al museo expandir su colección de pintura, escultura, arte moderno y obras maestras antiguas de diferentes continentes.

## Colección
La colección del Museo de Arte de San Luis tiene más de 30.000 obras de arte, desde la antigüedad a la actualidad. La colección se divide en nueve áreas:
1. Africano
2. Estadounidense
3. Antiguo e islámico
4. Asiático
5. Artes decorativas y diseño
6. Pintura y escultura europeas
7. Moderno
8. Oceanía y resto de América
9. Láminas, dibujos y fotografía

La colección de arte moderno incluye obras de Matisse, Gauguin, Monet, Picasso, y Van Gogh. Las colecciones de alfombras turcas y piezas de Oceanía y precolombinas están entre las mejores del mundo. Tiene una colección particularmente buena de pintura alemana del siglo XX. El museo es especialmente muy conocido por su colección de Max Beckmann, que es una de las más grandes del mundo. También deben verse la momia egipcia de Amen-Nestawy-Nakht, junto con otras dos momias en préstamo por la Universidad Washington, y la obra de Chuck Close Keith (1970). No todas las piezas nombradas están siempre en exposición.

## Servicios
- Artistic Classes (Clases artísticas)

El museo de arte proporciona muchas clases artísticas para niños, adultos y maestros. Cada clase cuesta de 20 a 300 dólares.
- Richardson Memorial Library (Biblioteca memorial Richardson)

Si se quiere hacer una investigación sobre historia del arte, esta biblioteca es el primer lugar que debe visitarse. Es uno de los centros más grandes para la historia y documentación del arte en el Medio Oeste de los Estados Unidos. La Biblioteca Memorial Richardson colecciona varios materiales artísticos, incluyendo más de 100.000 volúmenes y los Archivos del museo. El contenido tanto de la biblioteca como del archivo puede verse en su catálogo en línea.
- Resource Center (centro de recursos)

El Centro de Recursos del museo de arte de San Luis apoya una colección en préstamo de materiales educativos. La colección en préstamo circula a través de los nueve centros de recursos satélite ubicados por todo el estado de Misuri.
- Free Guided Tour (Visita guiada gratuita)

Personas docente entrenado ayuda a grupos de visitantes a disfrutar las numerosas y variadas obras de arte del museo.

## Galería de obras destacadas

Obras destacadas del Museo de Arte de San Luis
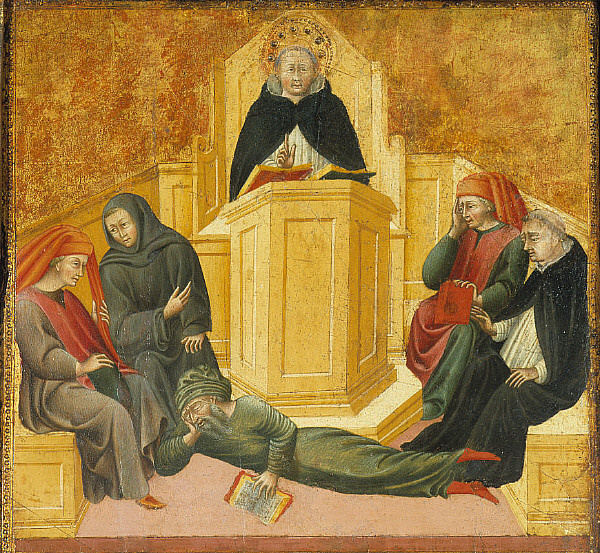
Giovanni di Paolo, Santo Tomás de Aquino confundiendo a Averroes
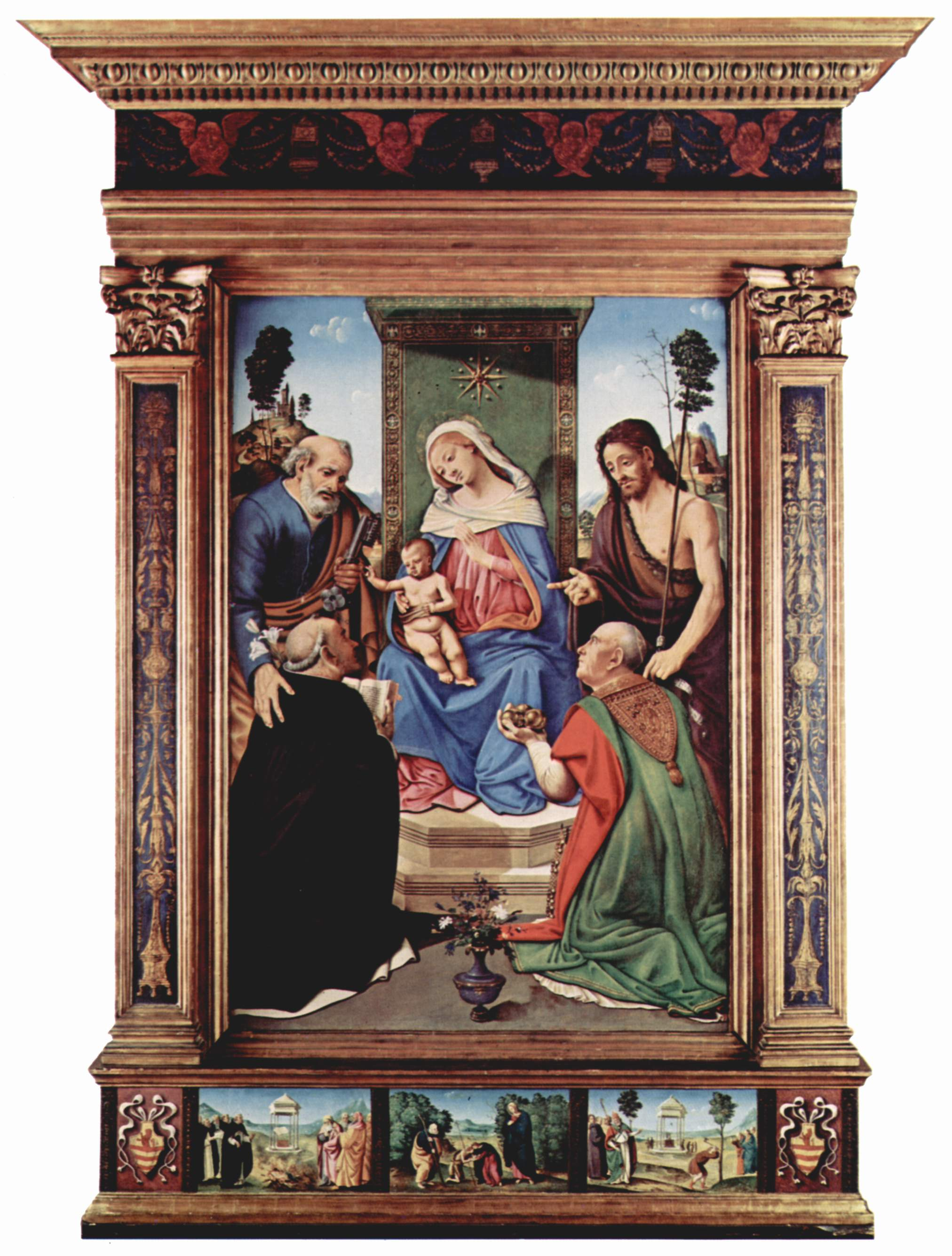
Piero di Cosimo, Retablo Pugliese
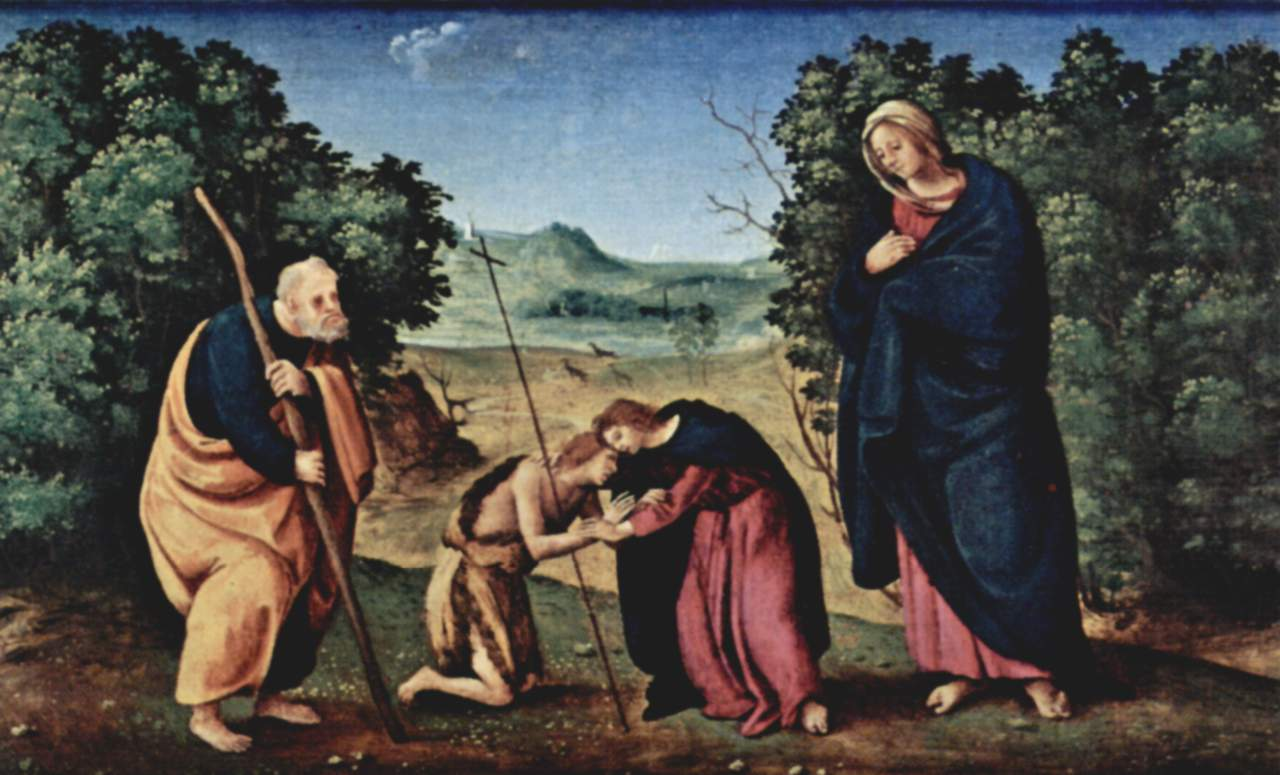
Piero di Cosimo, Sagrada Familia con san Juanito (parte de la predela del retablo Pugliese)
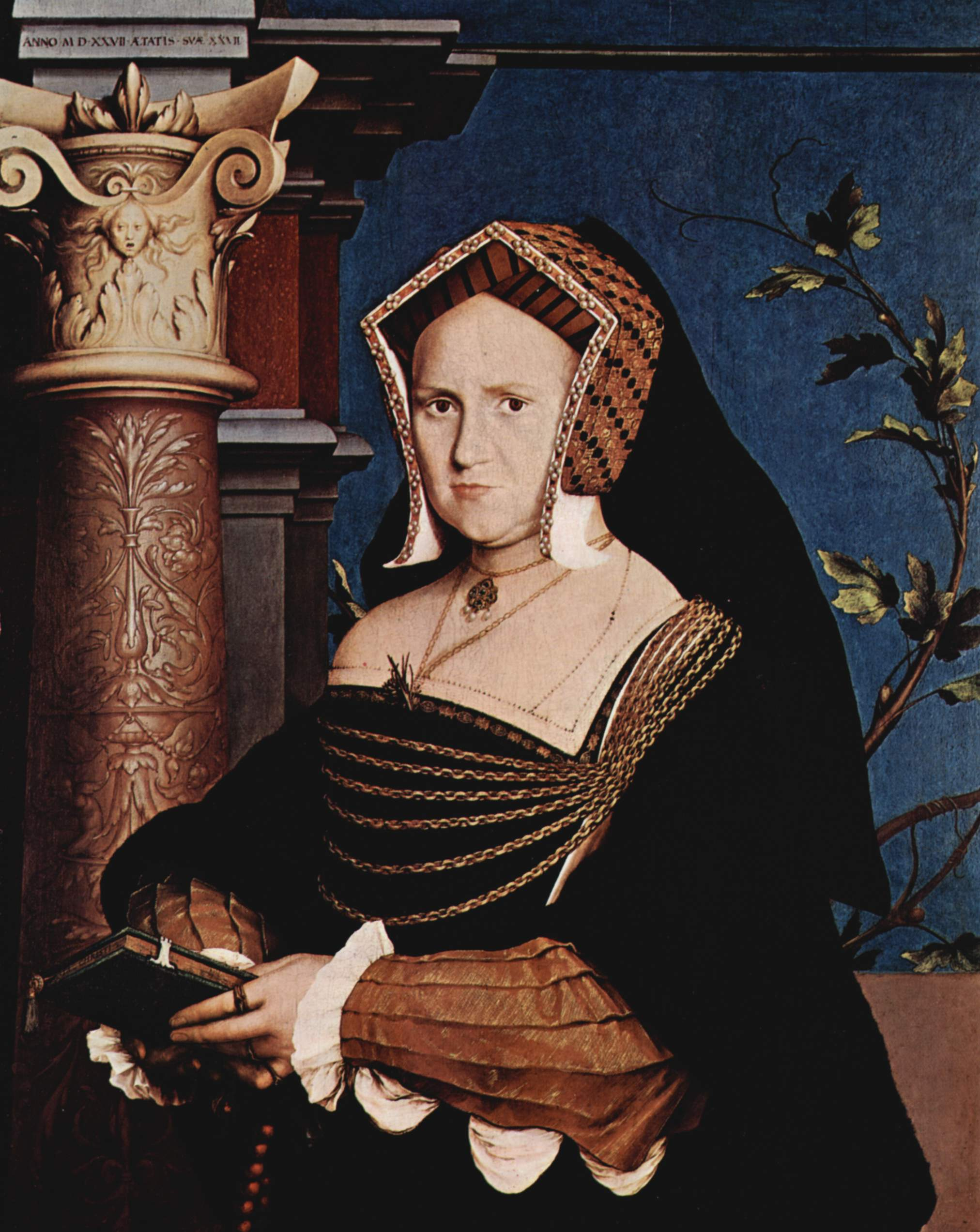
Hans Holbein el Joven, Retrato de Mary Wotton
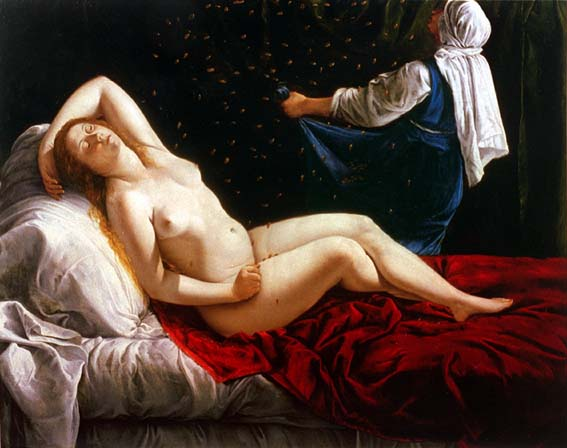
Artemisia Gentileschi, Danae
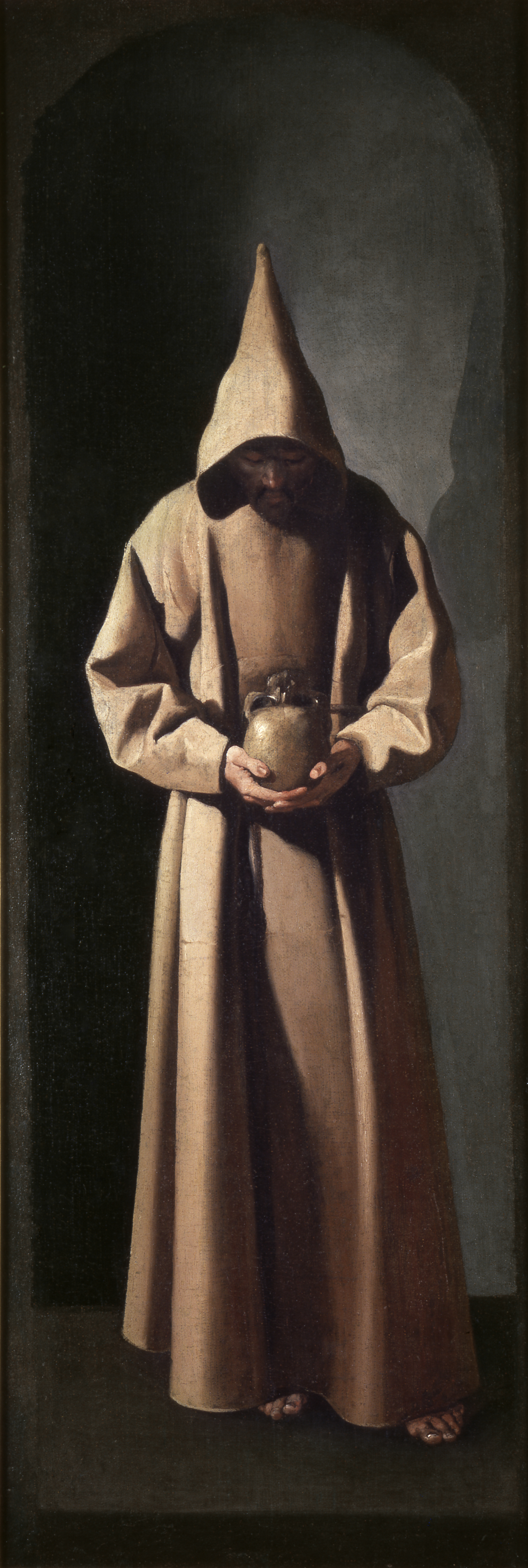
Francisco Zurbarán, San Francisco de pie con una calavera
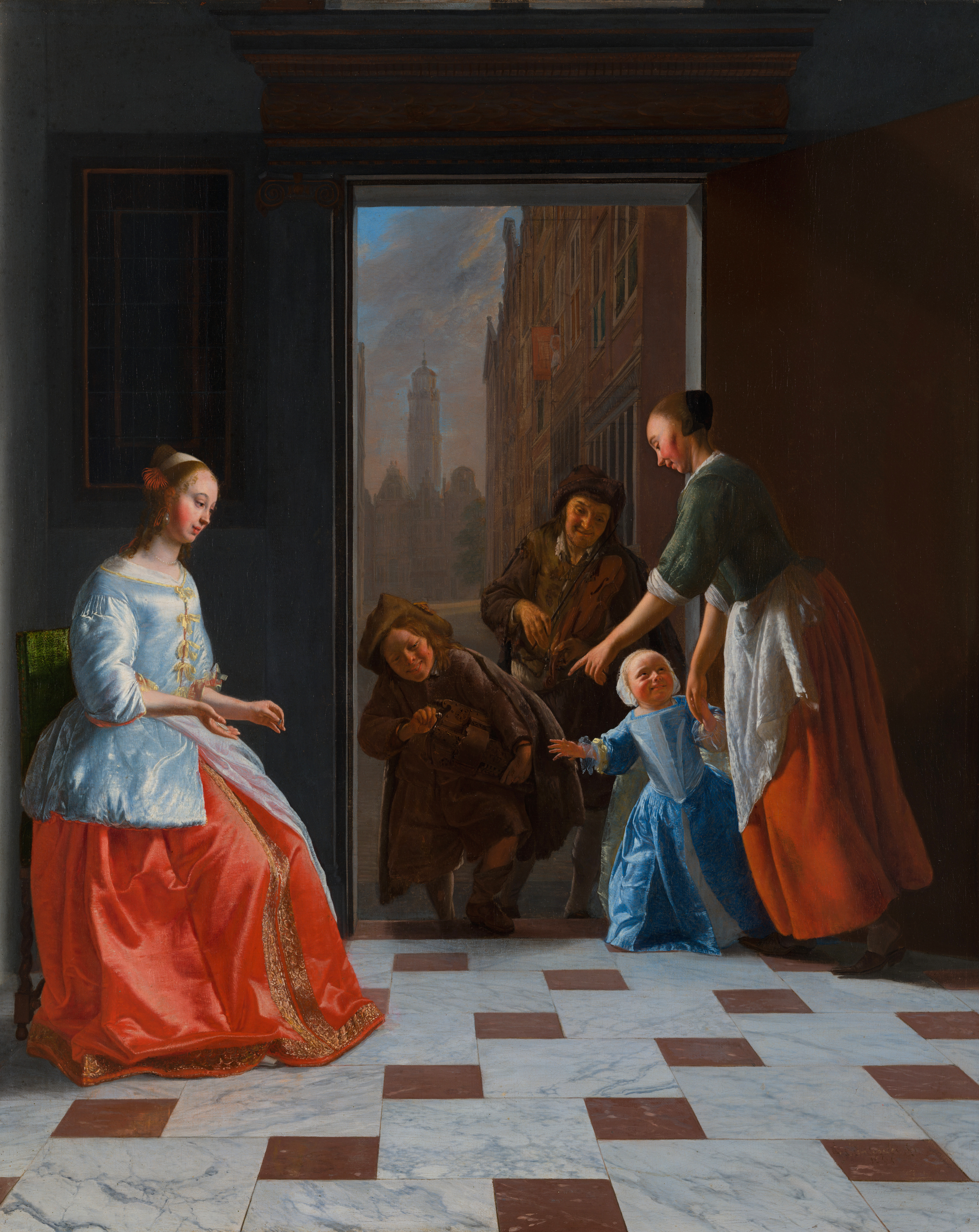
Jacob Ochtervelt,Músicos callejeros en la puerta
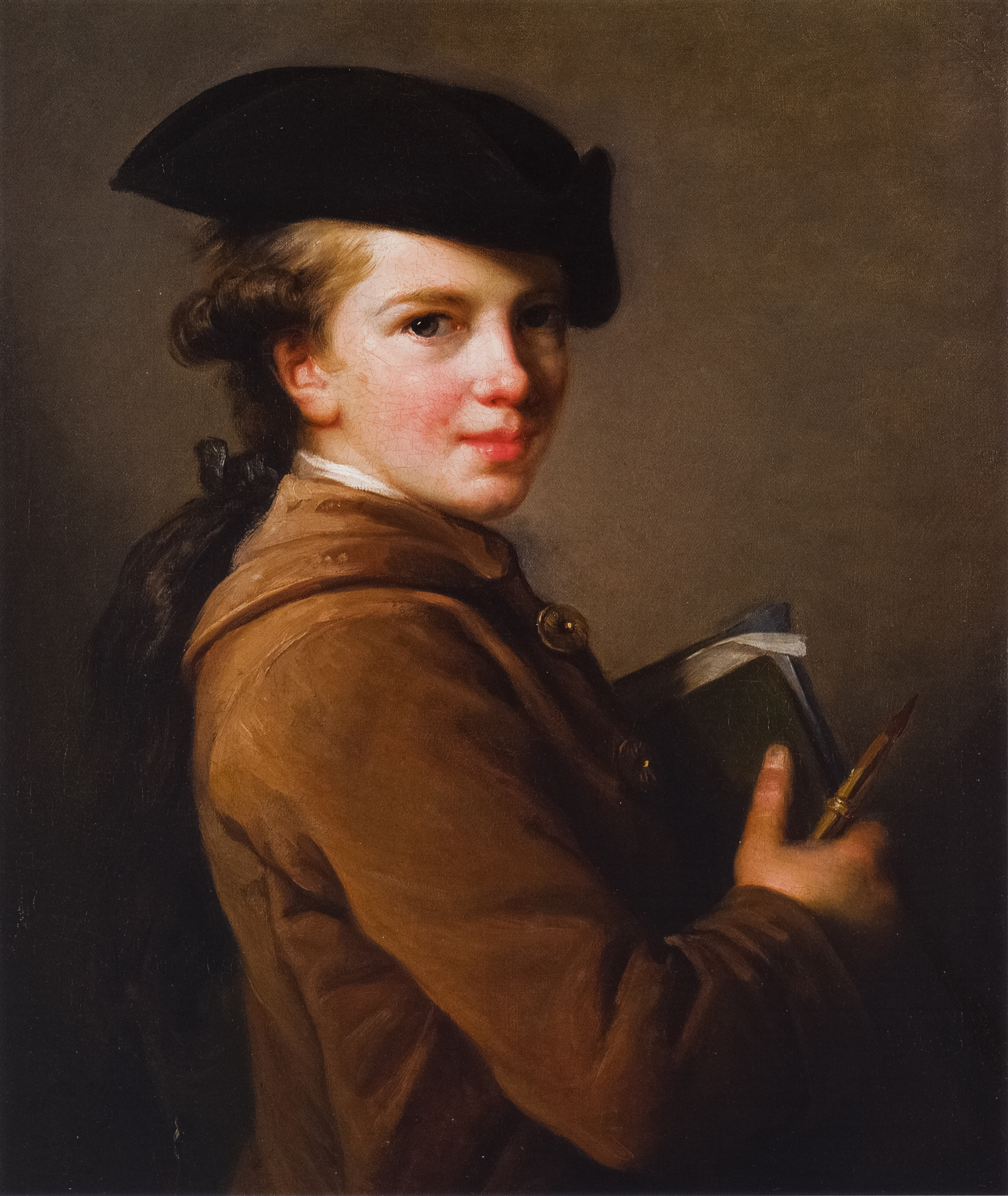
Vigée Lebrun, Retrato de su hermano

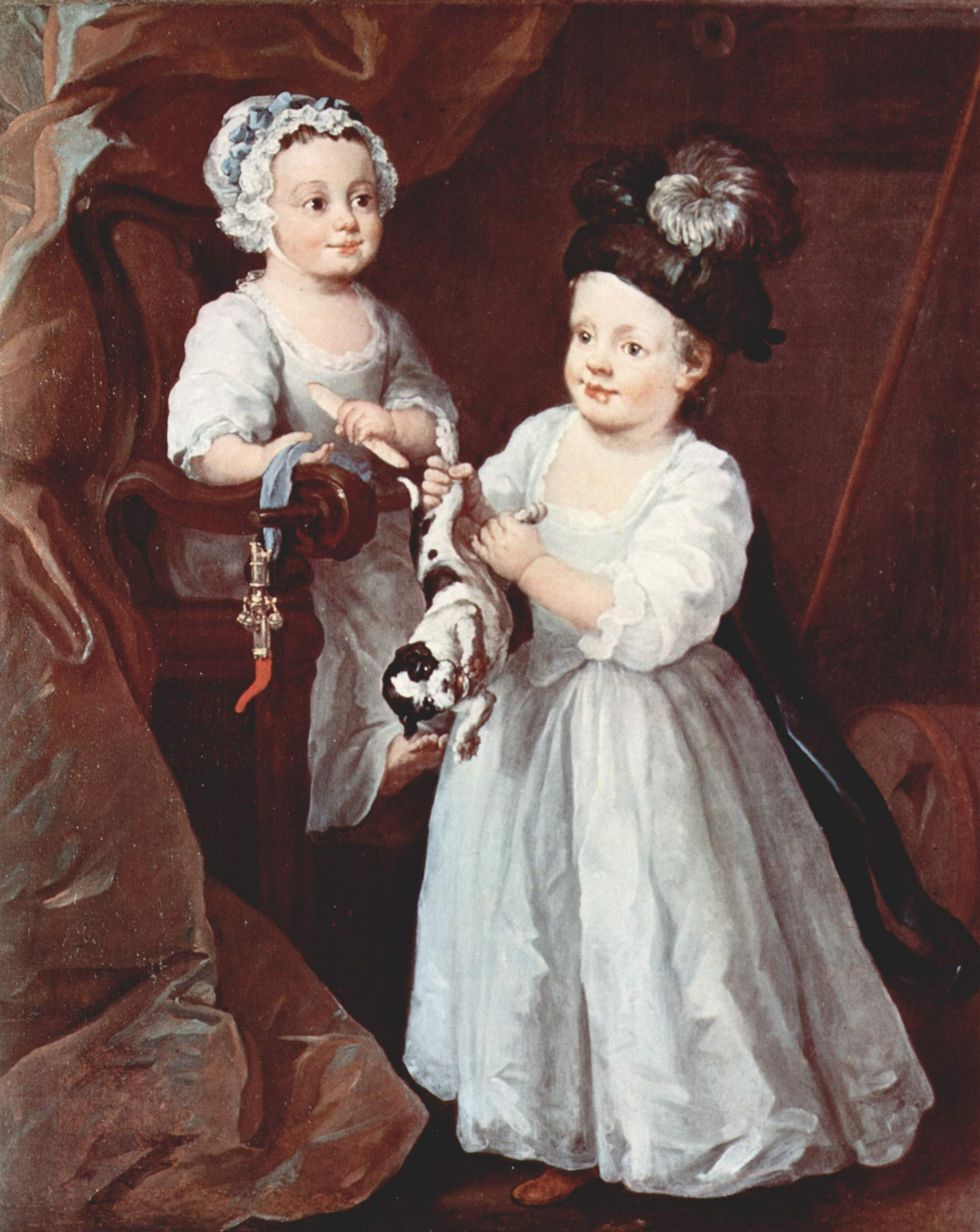
William Hogarth, Retrato de los hermanos Grey
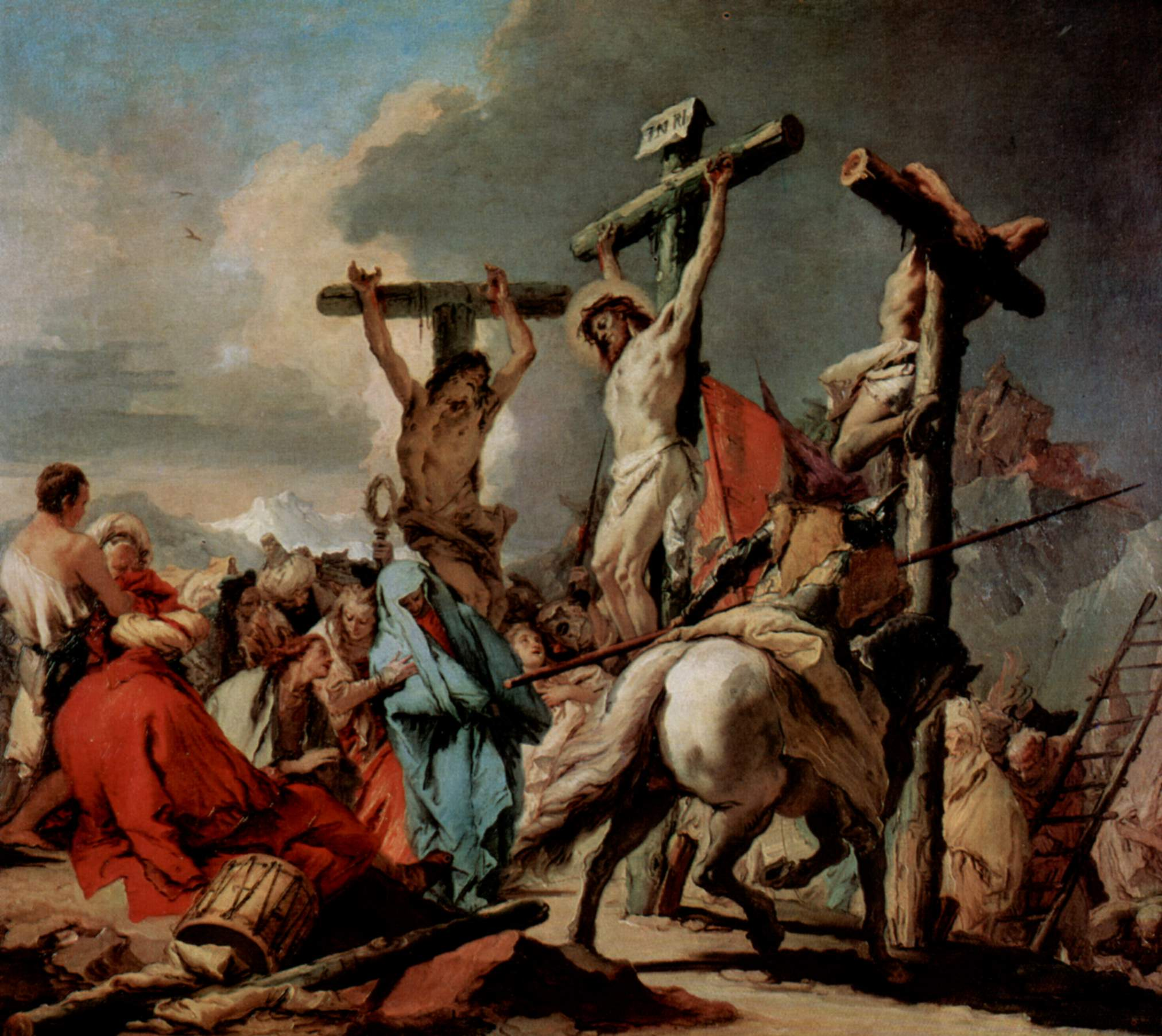
Giambattista Tiepolo, La crucifixión
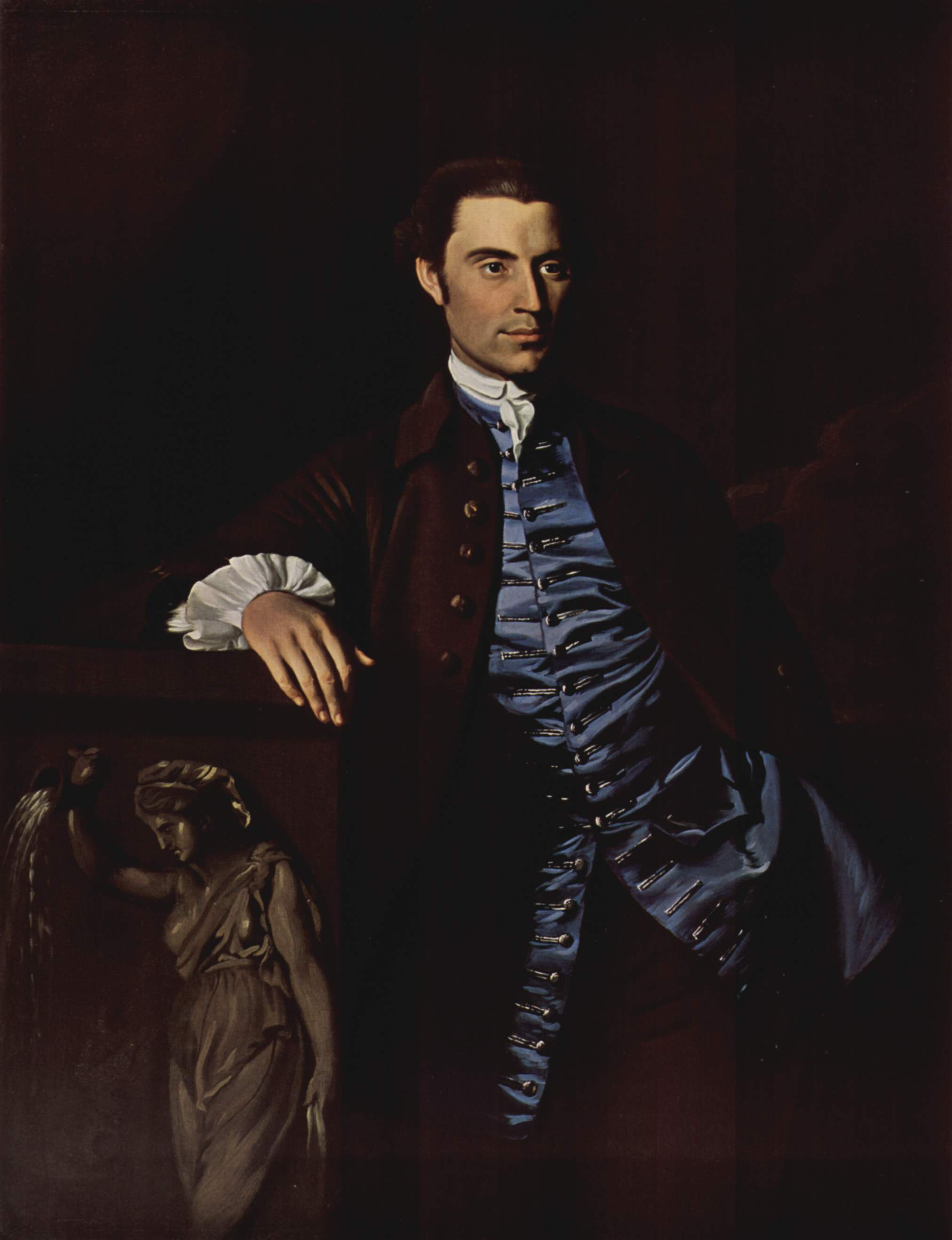
John Singleton Copley, Retrato
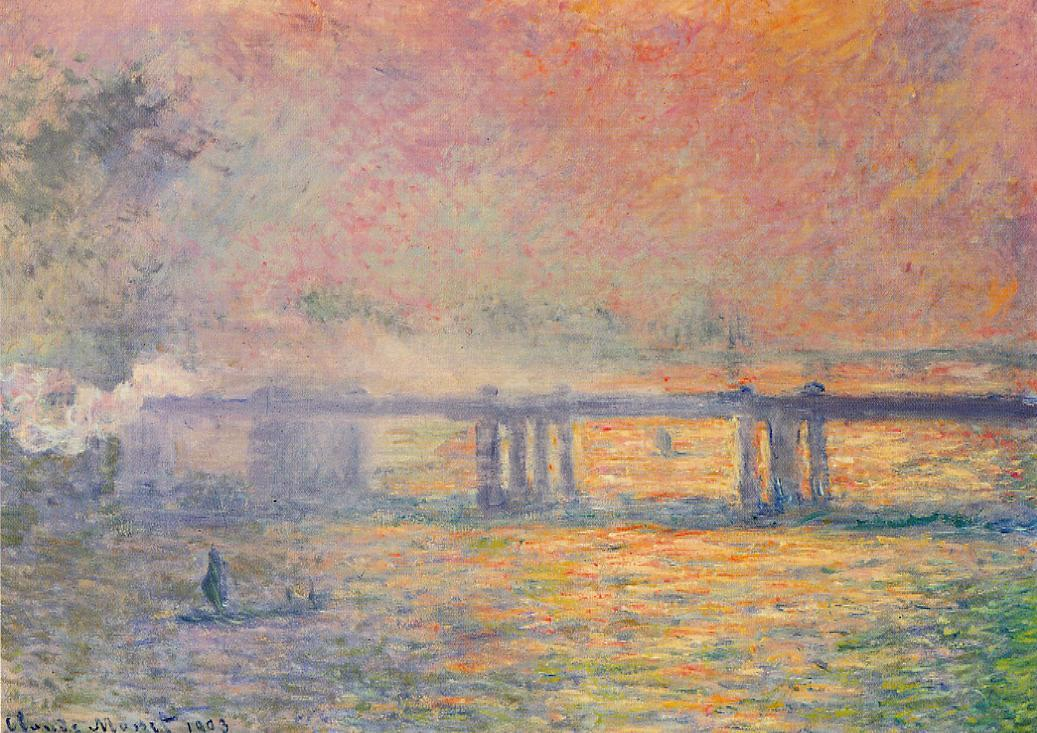
Monet, El puente de Charing Cross en Londres
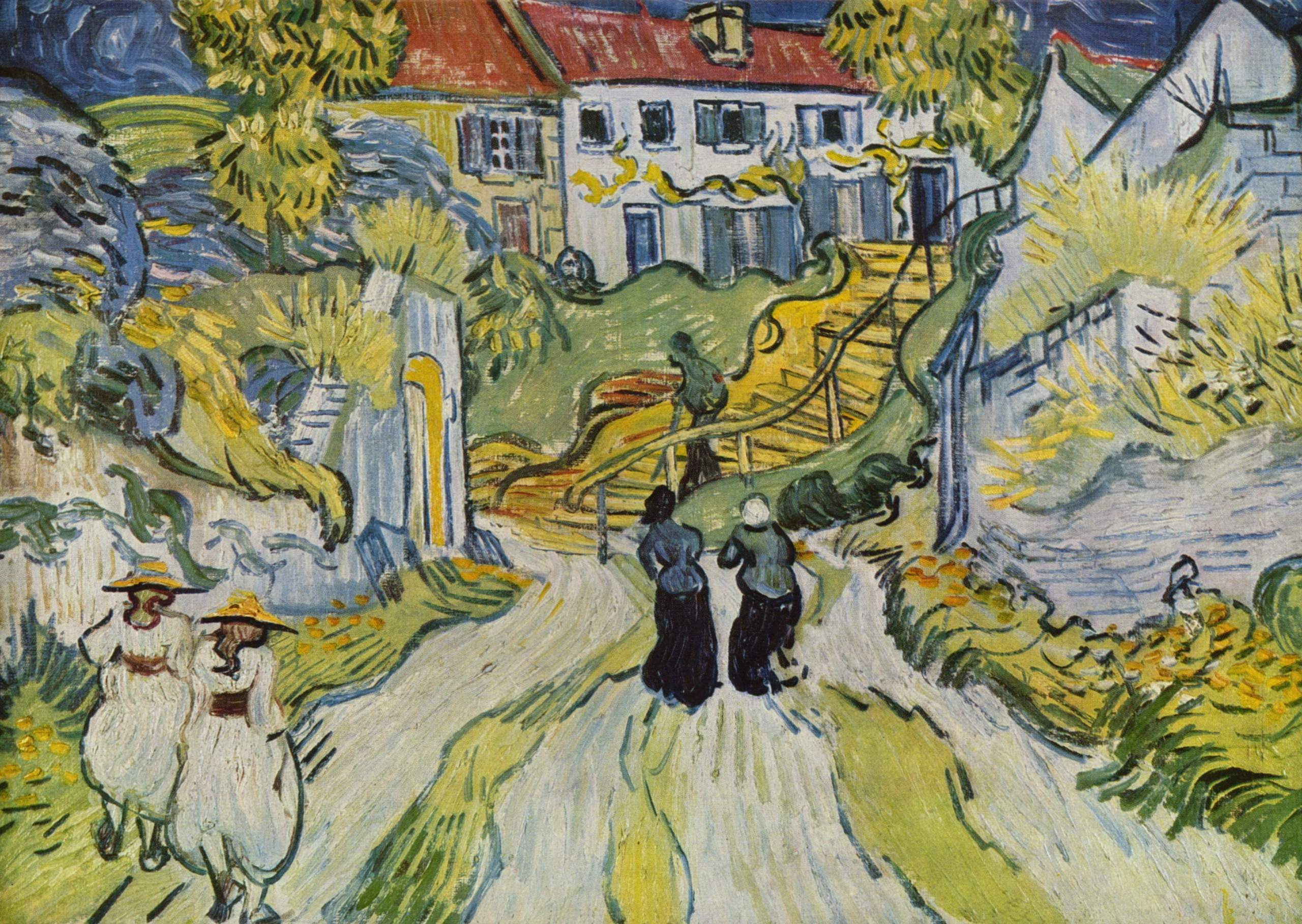
Van Gogh, Camino en Auvers